# Среднее (озеро, Алтайский край)
Среднее озеро — находится в Алейском районе Алтайского края. Расположено в системе реки Барнаулки в ленточном бору.
Площадь водного зеркала — 7,07 км², длина береговой линии — 13 км, коэффициент извилистости — 1,6. Длина озера — 6 км, ширина — 1,5 км, максимальная глубина — 1,7 м, средняя — 1,5 м. Высота водного зеркала — 217,9 м над уровнем моря. Соединено протоками с озёрами Урлаповским и Бахматовским. У северо-восточной окраины озера лежит село Боровское.
Озеро мелководное и быстро прогревается до дна. Температура в июле у поверхности и у дна достигает 20—26 °C.
Ложе озера выровнено и сильно заилено. Вдоль берегов, на мелководье, значительно заросло тростником и камышом.